# Sallenelles
Sallenelles település Franciaországban, Calvados megyében. Lakosainak száma 290 fő (2022. január 1.). Sallenelles Amfreville, Merville-Franceville-Plage és Ouistreham községekkel határos.

## Népesség
A település népessége az elmúlt években az alábbi módon változott:
| Lakosok száma | 306  | 290  | 240  | 279  | 313  | 304  | 294  | 294  | 296  | 290  |
|               | 1968 | 1982 | 1990 | 2006 | 2013 | 2015 | 2017 | 2019 | 2020 | 2022 |